# Kapelle St. Maria Magdalena (Paspels)

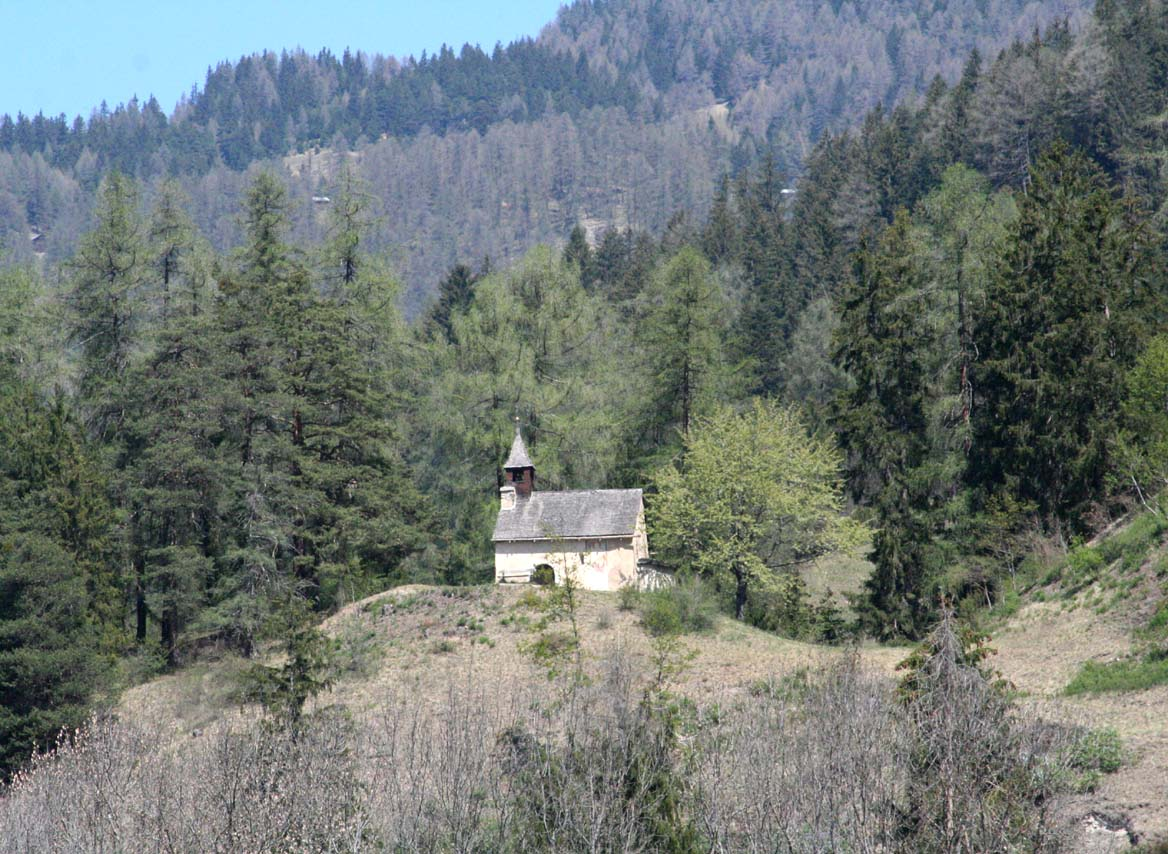
Kapelle St Maria Magdalena

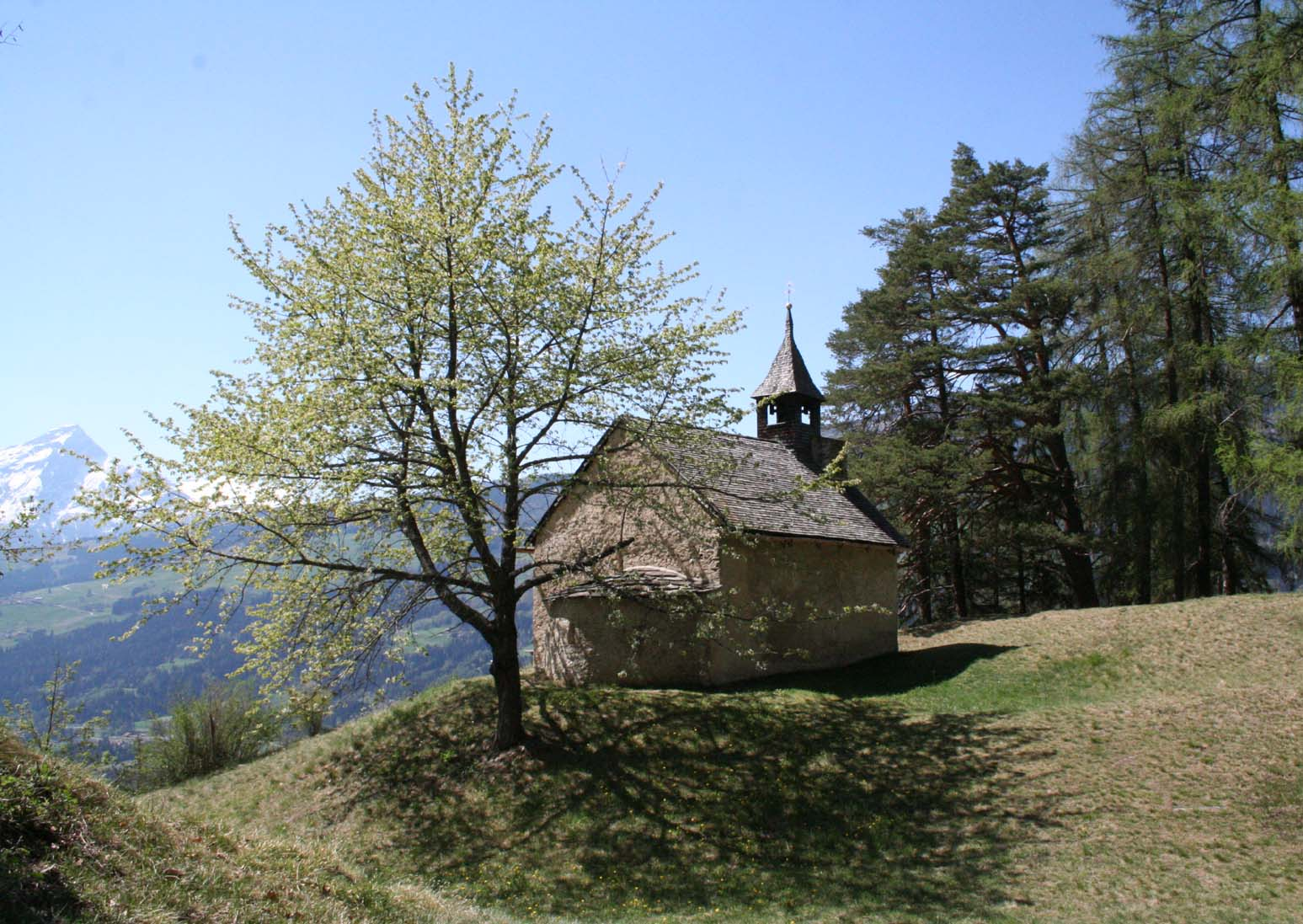
Rückseite der Kapelle

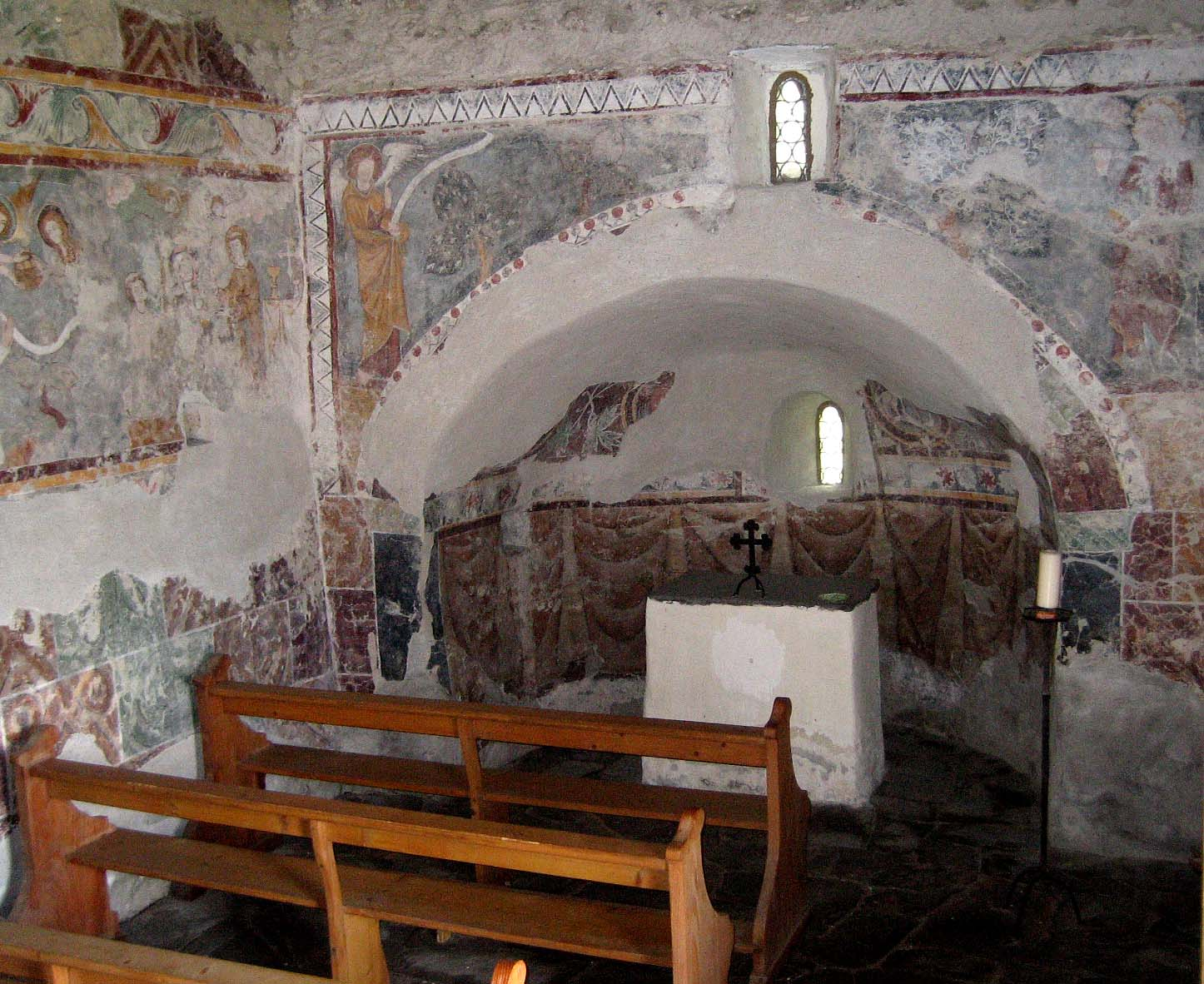
Im Innern

Die Kapelle St. Maria Magdalena steht auf einer Hügelkuppe oberhalb des Weilers Dusch bei Paspels im Domleschg im schweizerischen Kanton Graubünden. Ursprünglich war St. Maria Magdalena eine Filiale der Pfarrkirche St. Lorenz in Paspels.

## Geschichte
Wann die Kapelle, eine einfache geostete Saalkirche mit eingezogener Apsis, erbaut worden ist, ist unklar; fest steht jedoch, dass sie romanischen Ursprungs ist. Die Kapelle und der Hof Dusch gehörten im 13. Jahrhundert zu den Besitzungen der Freiherren von Vaz und wurden dem Prämonstratenserstift Churwalden gestiftet. Im Churwaldner Urbar von 1508 wird die Kapelle erstmals urkundlich erwähnt: «Sequitur unsers gotzhus zins von den gutern, die gehorend den zwayen capellen Sant Lorentzen und Sant Maria Magdalena in Tumilser kirchspel gelegen welche mirsamt iren zehenden, zinsen und gutern unseres gotzhus aygen sind». In den päpstlichen Bestätigungen des Klosterbesitzes von 1208 sind sie nicht aufgeführt; wann die Übergabe an das Kloster Churwalden stattfand, ist unsicher. Nach der Reformation im 16. Jahrhundert stand die Kapelle zunächst unbenutzt, bis sie 1786 vom Kloster Churwalden der katholischen Kirchgemeinde von Paspels übergeben wurde.

## Bau
Über der Apsis liegt ein Steinplattendach, über dem Schiff ein barockes Holzschindeldach mit steilerem Dachstuhl und Dachreiter, vermutlich von 1799. Das gemauerte mittelalterliche Glockenjoch liegt auf dem flacher geneigten romanischen Westgiebel.
Die Kapelle wurde mehrere Male renoviert. In neuerer Zeit wurden 1940 durch Giacomo Zanolari aus Chur die Wandmalereien freigelegt und restauriert. 1969 bis 1981 wurden durch die Firma Emmenegger aus Merlischachen und unter Mitarbeit der kantonalen und eidgenössischen Denkmalpflege die Übermalung von 1940 entfernt und die Fresken des Waltensburger Meisters freigelegt. Die Bilder an der Apsiswand zeigen einen Marien-Zyklus, die Bilder an der Nordwand einen Maria-Magdalena-Zyklus. Die ganze Bildfläche ist leicht bis mittelschwer beschädigt, wobei die meisten Beschädigungen älteren Datums sind.
Im Innern ist an der Nordwand noch die tiefere Lage der mittelalterlichen Balkendecke zu erkennen. An der südlichen Aussenwand ist ein grosses Bild des heiligen Christophorus zu sehen, ähnlich desjenigen von Sogn Paul in Rhäzüns.

## Grabplatte
Eine Steinplatte aus weisslichem Vinschgauer Marmor (113 cm hoch, 54 cm breit und 8,5 cm dick), die auf dem einfachen gemauerten Blockaltar als Altarplatte gedient hatte, erwies sich als eine wieder verwendete römische Grabplatte. Aufgrund von Wortwahl und Schriftbild wird sie in das 3. Jahrhundert datiert. Die originale Platte wird im rätischen Museum in Chur aufbewahrt, in der Kapelle wird eine Kopie gezeigt.
Die Inschrift lautet:
D (is) M (anibus)
CLAVDI SENECIANI QUI VI
XIT ANNOS XXXX SILVANIA
PROCELLA CONIUGI CARISSIM (o)
S C B
«Die Manen des Claudius Senecianus, der vierzig Jahre lebte. Sivania Procella ihrem lieben Gatten.» 
Die Manen sind die Totenseelen und -götter, ihnen war die Grabinschrift geweiht. Die Bedeutung der drei Buchstaben SCB ist unklar. Die wahrscheinlichste Lesart lautet: S (epulcrum) C (curavit) B (enemerenti)
«Sie sorgte für das Grab des wohlverdienten (Gatten)»

## Galerie

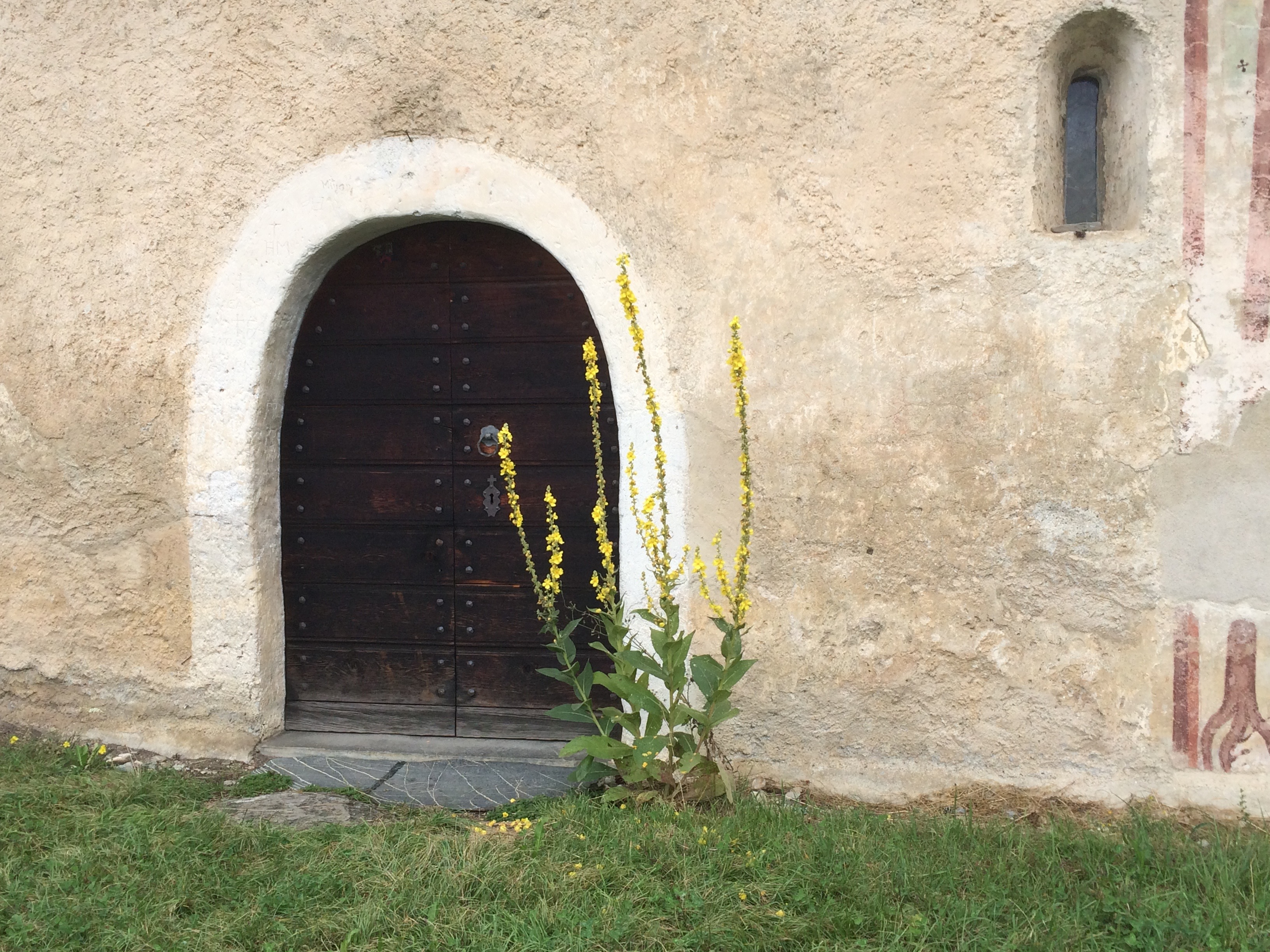
Eingang
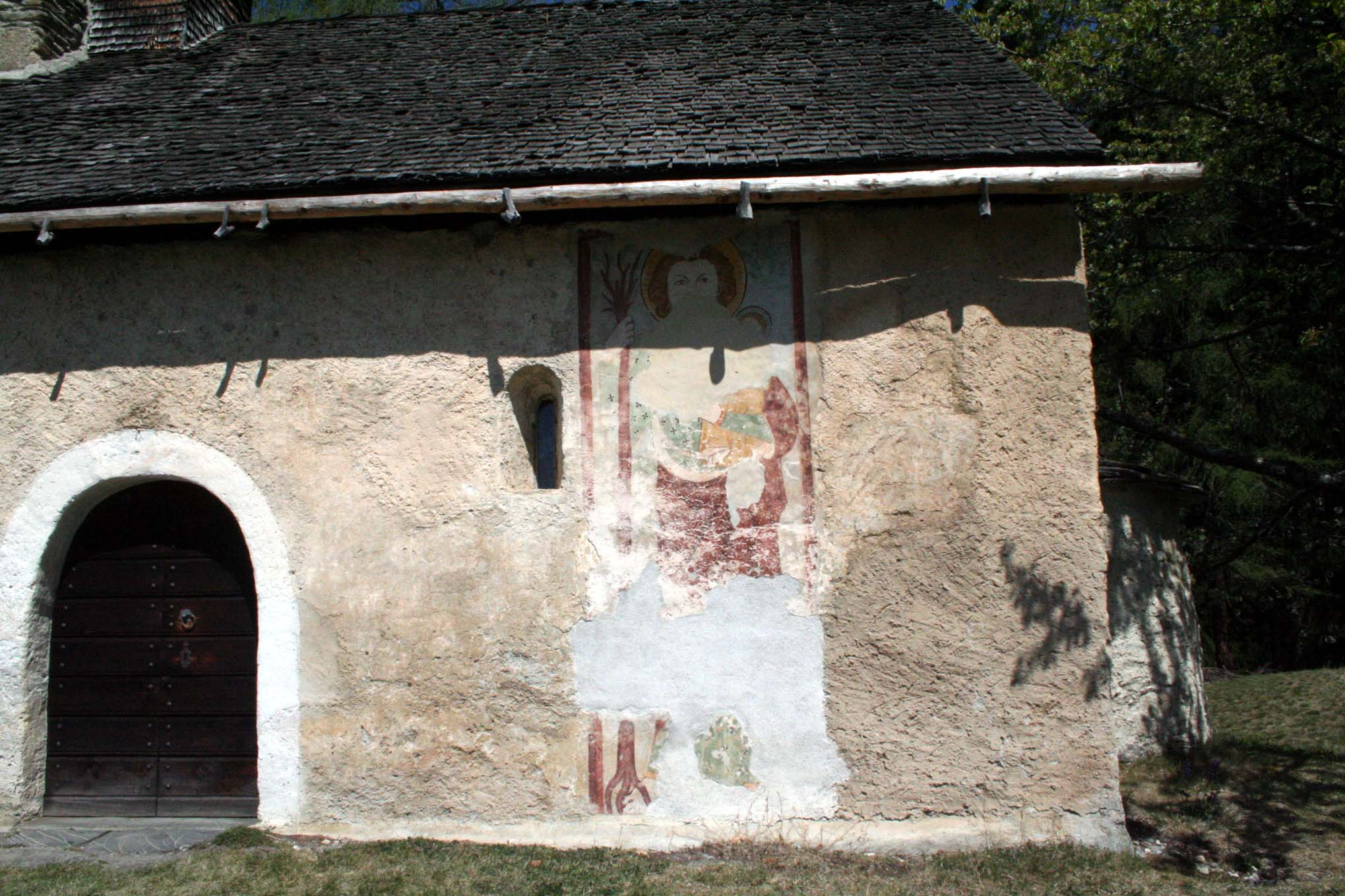
Bildnis des Christophorus
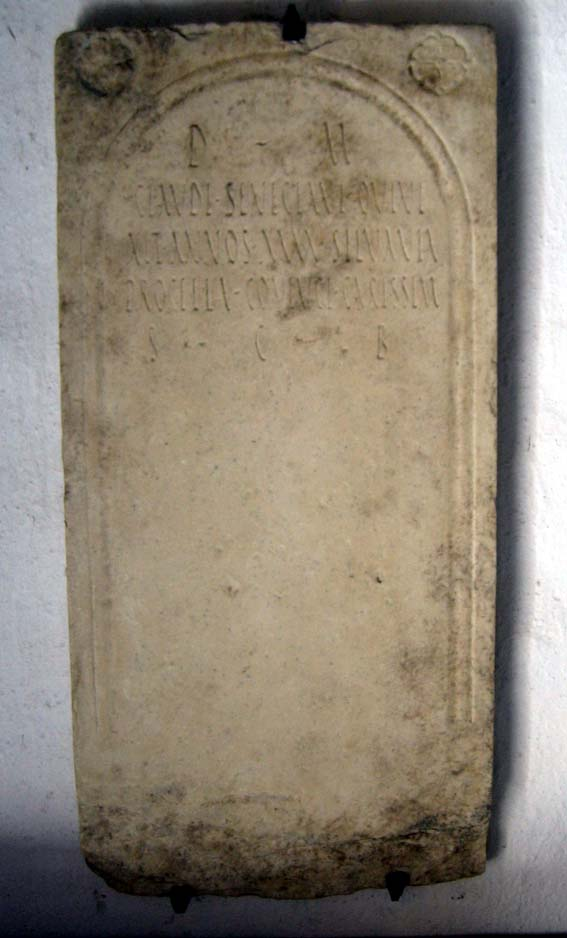
Kopie der römischen Grabplatte
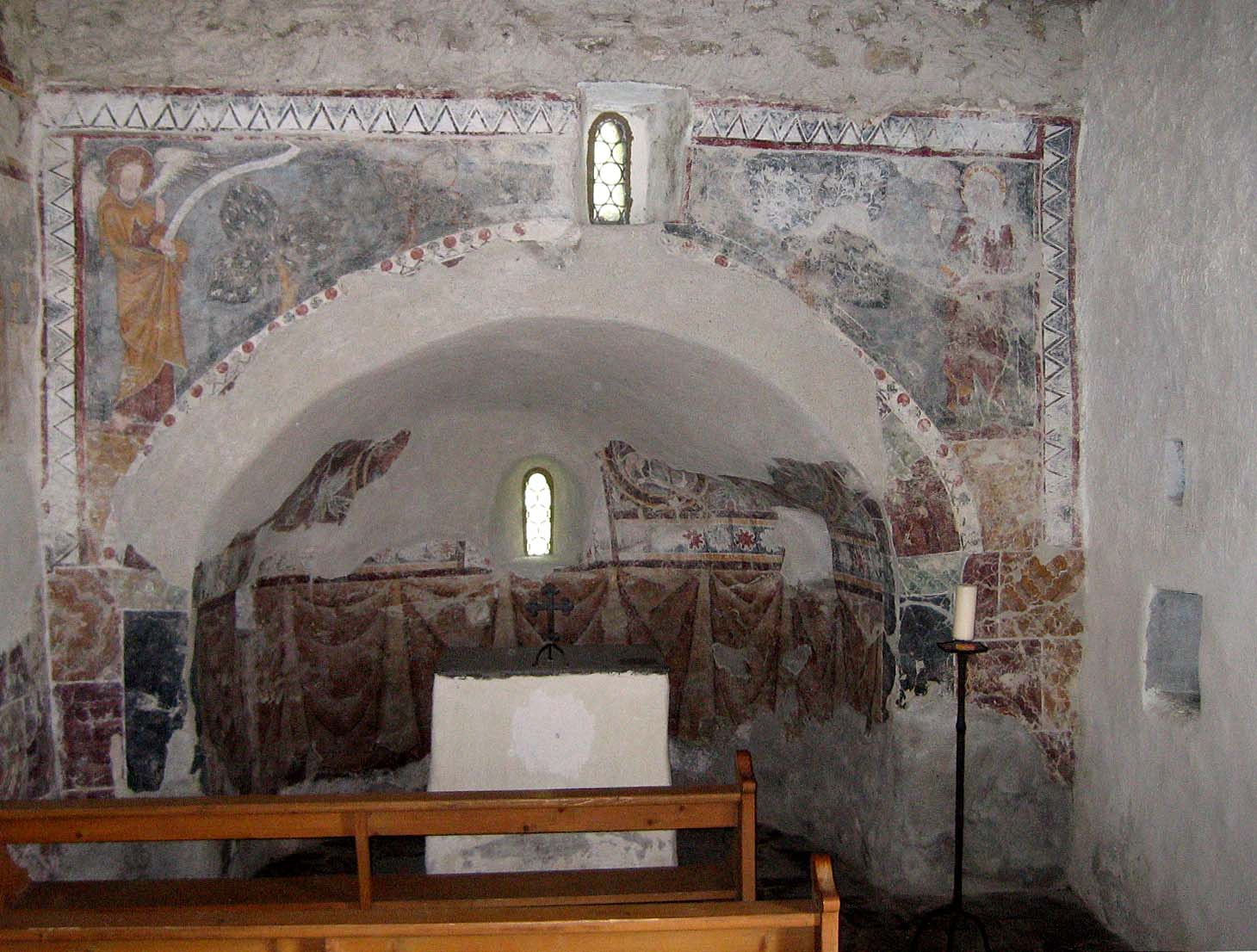
Blick in die Apsis
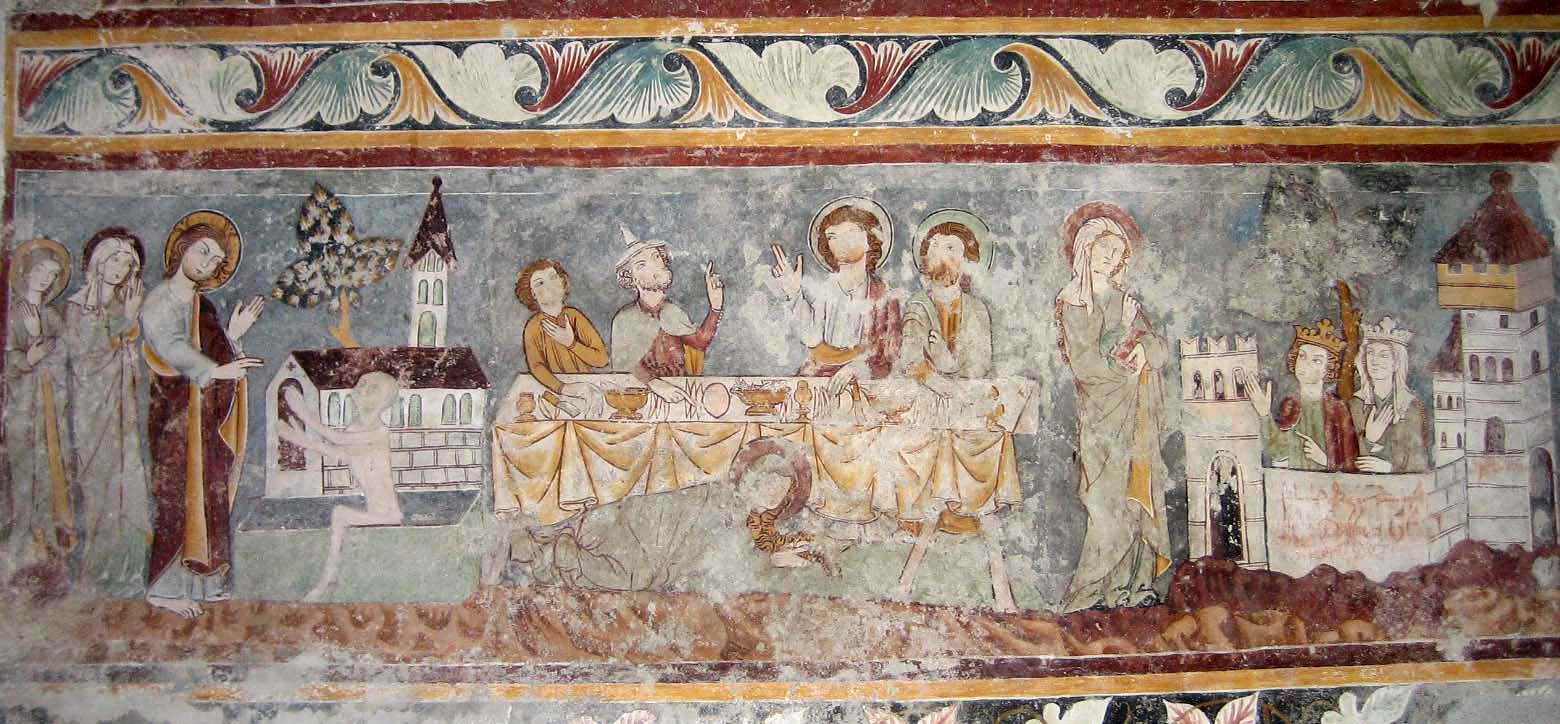
Auferweckung des Lazarus, Jesus bei Tisch, Magdalena beim Königspaar
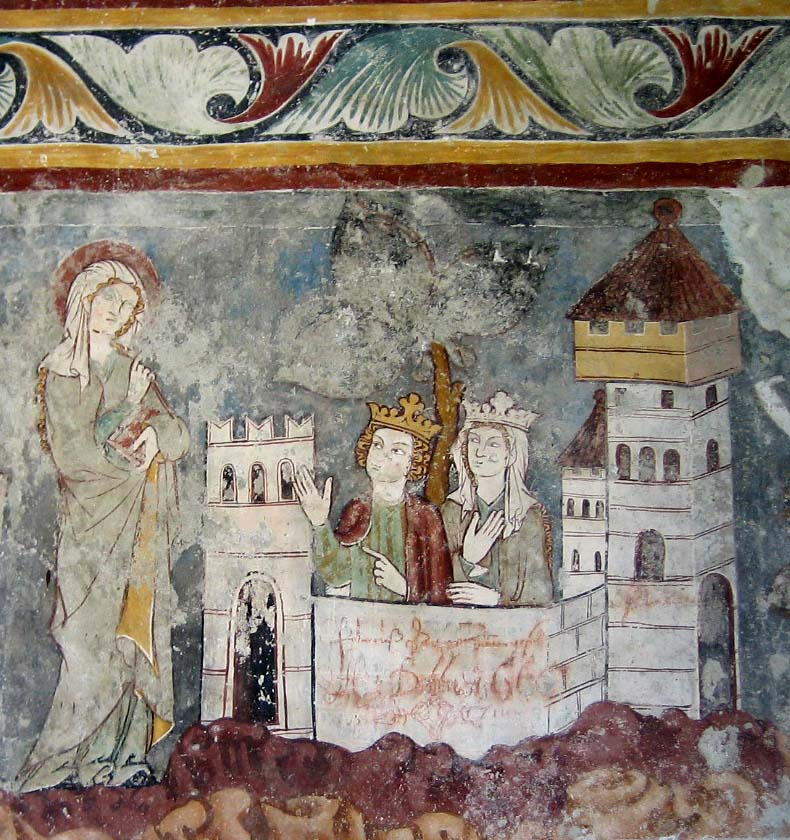
Magdalena beim Königspaar

Koordinaten: 46° 45′ 24″ N, 9° 27′ 0″ O; CH1903: 753655 / 180356